# سیارک ۱۲۰۹۵
سیارک ۱۲۰۹۵ (به انگلیسی: 12095 Pinel، نامگذاری:1998HE102) دوازده هزار و نود و پنجمین سیارک کشف شده‌است که در ۲۵ آوریل ۱۹۹۸ کشف شد.
قدر مطلق سیارک برابر ۲۵.۷ است.